# Sindemia
Una sindemia es la concentración de dos o más epidemias o brotes de enfermedades en una población que interaccionan con, y son condicionadas por, las circunstancias sociales, políticas y económicas de tal población durante un periodo y lugar determinado. Dichas retroalimentaciones tienen consecuencias en las situaciones diferenciales de salud/enfermedad de las poblaciones. 
En este sentido, la sindemia se apoya en dos conceptos base. La concentración simultánea de enfermedades como resultado de condiciones políticas económicas y sociales y la interacción de las morbilidades en la manera en que agrava los efectos en la salud atribuibles a situaciones sociales diferenciales o inequitativas.
El término, que es un neologismo creado con la unión de las palabras sinergia y epidemia, fue acuñado por Merrill Singer a mediados de la década de 1990 y desarrollado en su libro Introduction to Syndemics. A Critical Systems Approach to Public and Community Health, publicado en 2009. Singer propone el término al trabajar con poblaciones afectadas por VIH al notar que tal padecimiento tenía más prevalencia en personas en condiciones sociales excluyentes. Así, da cuenta que la acumulación de enfermedades en entornos de desigualdad social potencian efectos desfavorables a la salud.
En el sentido de las políticas públicas, la concepción sindémica se diferencia de enfoques prevalecientes "socialmente neutros" que enfatizan el tratamiento de las epidemias desde el punto de vista exclusivamente biomédico (atención al patógeno que causa la enfermedad, tomando cuenta al paciente y sus antecedentes o comorbilidades), obviando factores eco-sociales.

## Enfoques antecedentes a la sindemia
Antes de que se propusiera la concepción sindémica, se elaboraron modelos epidemiológicos de evidente familiaridad dentro de la llamada epidemiología social que daban cuenta de la relación salud/enfermedad y condiciones sociales diferenciales, los cuales se sintetizan a continuación:
- La teoría psicosocial, de la que es pionero John Cassel al realizar sus prácticas médicas en Sudáfrica estudiando los efectos estresores de la urbanización e industrialización en las poblaciones marginadas y asiladas de ese país, notando que la calidad de las relaciones sociales inciden en el debilitamiento o bienestar de la salud, por lo que comprendía que el mejoramiento de las situaciones de salud radicaba en la transformación de las condiciones de vida.[7] Así, este modelo pone el acento en el estudio de los mecanismos biológicos que median entre experiencias sociales estresantes o tensas y sus efectos desfavorables en la salud; teniendo íntima relación con el concepto de carga alostática, consistente en el costo y sobrecargo psicológico por exposisión crónica a experiencias sociales estresantes.[8] Si bien este modelo representa un avance, no da cuenta de las estructuras sociales que puedan propiciar la aparición o agravamiento de enfermedades, algo que sí hace el siguiente enfoque.
- La teoría de los determinantes sociales de la salud tuvo sus iniciones en el Reporte Lalonde[9] de 1974 en el que dividió tales determinantes en dos grupos: aquellos asociados a la vida pública (económicos, sociales, políticos) y aquellos de competencia directa por el sector salud (genéticos, ambientales, biológicos, de estilos de vida y atención a la población). En este mismo orden, desarrollos posteriores elaboraron una metáfora que sintetiza adecuadamente el modelo. Cuando la literatura habla de determinantes "río abajo" (cuidados médicos, acceso a las instituciones de salud, capacidad de enfrentar enfermedades, factores ecológicos, comportamientos y prácticas respecto a la salud) se refiere a aquellos que tienen una incidencia más próxima a la salud de las personas y que son moldeados por factores "río arriba" (educación, ingreso, trabajo, sistema de salud, eentre otros) en tanto factores más holísticos o estructurales que le "llegan" a los "río abajo".[10]
- Propuesta inicialmente por Nancy Krieger en 1994,[11] la teoría eco-social propone una aproximación multinivel (celular, individual, comunitario, poblacional) a través de métodos de investigación mixtos (cualitativos y cuantitativas) para así evitar caer en falacias ecológicas o atomistas que distorsionen o le den una visión unilateral a las investigaciones, poniendo atención en cómo se integran las desigualdades o diferenciaciones sociales con los estados biológicos en que los individuos se encuentran y las condiciones ecológicas (especialmente antropogénicas) en las que la población está inmersa.

## Ejemplos

### Sindemia global
El 27 de enero de 2019, una publicación realizada por 40 expertos en la revista The Lancet acuñó el término de «sindemia global» para referirse a tres pandemias que afectan a la mayoría de las personas en todos los continentes: obesidad, malnutrición y cambio climático. Los dos primeras son impulsadas por un sistema alimentario «poco saludable e incluso insalubre», que tiene consecuencias tanto en el primer mundo (obesidad) como en el tercer mundo (malnutrición). El cambio climático, en tanto, pese a estar más bien ligado al sistema económico, tiene un importante efecto en la seguridad alimentaria que potencia las otras pandemias.

### COVID-19
En septiembre de 2020 el editor jefe de la revista médica The Lancet, Richard Horton, publicó un artículo donde indica que la COVID-19 no sería una pandemia, sino que una sindemia. Horton plantea que «la naturaleza sindémica de la amenaza a la que nos enfrentamos requiere un enfoque más matizado, si queremos proteger la salud de nuestras comunidades. Es muy importante el modo en el que afecta a los diversos orígenes sociales. La vulnerabilidad de los ciudadanos de más edad, las comunidades negra, asiática, a minorías étnicas y trabajadores clave, normalmente mal pagados y con menor protección social, apunta a una verdad que hasta ahora apenas se ha reconocido, a saber, que por muy eficaz que sea un tratamiento o una vacuna protectora, la búsqueda de una solución meramente biomédica para COVID-19 fracasará».
A raíz de este artículo, algunos autores han considerado las desigualdades que crea el capitalismo actual, la desatención de los servicios públicos y, en concreto, de la sanidad, como factor clave, tanto en la infección del virus como en su inadecuado tratamiento.